# Монторсо-Вичентино
Монторсо-Вичентино (итал. Montorso Vicentino) — коммуна в Италии, располагается в провинции Виченца области Венеция.
Население составляет 2847 человек, плотность населения составляет 316 чел./км². Занимает площадь 9 км². Почтовый индекс — 36050. Телефонный код — 0444.
Покровителем коммуны почитается святой Власий Севастийский, празднование 3 февраля.
Здесь в VI веке на вилле Да Порто-Барбаран жил итальянский писатель Луиджи да Порто - автор одного из популярнейших произведений эпохи о Роме и Джульетте, сюжет которой взял за основу Шекспир.